# Pagurus samuelis
Pagurus samuelis är en kräftdjursart som först beskrevs av William Stimpson 1857.  Pagurus samuelis ingår i släktet Pagurus och familjen eremitkräftor. Inga underarter finns listade i Catalogue of Life.

## Bildgalleri

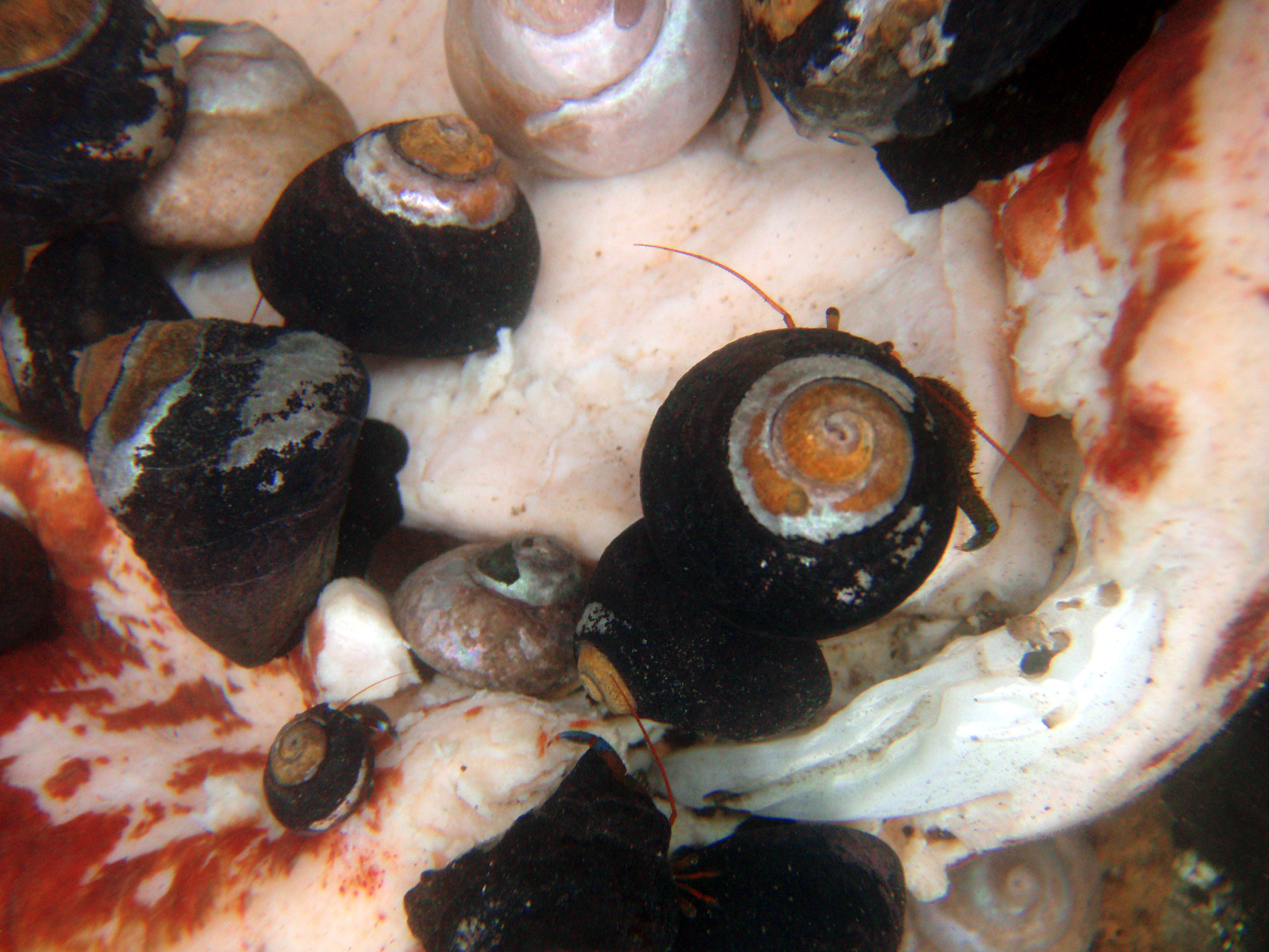